# كأس النمسا 2011–12
كأس النمسا 2011–12 (بالألمانية: Österreichischer Fußball-Cup 2011/12)‏ هو الموسم 77 من كأس النمسا. أقيم خلال الفترة 15 يوليو 2011 وحتى 20 مايو 2012، وأشرف على تنظيمه اتحاد النمسا لكرة القدم، وكان عدد الأندية المشاركة فيه 94، وفاز فيه ريد بل زالتسبورغ.